# IRL (film)
IRL är en svensk film från 2013 i regi av Erik Leijonborg. I rollerna ses bland andra Valter Skarsgård, Happy Jankell och Alba August.

## Handling
Elias är utsatt för mobbare som finns överallt: i skolan, i tunnelbanan och på nätet. För att komma undan dessa flyr han in i onlinespelet The Secret World. I spelet möter han Sc4rlet, en soldat som han erövrar den digitala världen tillsammans med. Sc4rlet vill träffa Elias IRL (In Real Life) och Elias stämmer träff med henne i tunnelbanan. Efter olika omständigheter möts de och Elias har nu sin första vän. Sc4rlet vill hjälpa Elias att hämnas på sina mobbare, dock slutar det inte som tänkt och Elias hamnar drogad på ett höghustak beredd att hoppa.

## Rollista
- Valter Skarsgård – Elias
- Happy Jankell – Scarlet
- Alba August – Agnes
- Charlie Gustafsson – Filip
- Vincent Grahl – Hannes
- Magnus Krepper – Pappa Stefan
- Edvin Ryding – Lillebror Jonas
- Ola Andreasson – Adam
- Emma Melkersson – Maja

## Om filmen
Filmen spelades in i Stockholm under april och maj 2012 och producerades av Martin Söder och Tomas Backström. Manuset skrevs av Alex Haridi och fotograf var Johan Palm. Filmen hade premiär den 25 oktober 2013. Filmen är en remake av den flamländska filmen Ben X, men man utelämnade helt förlagans ganska centrala tema att huvudrollen där har Aspergers syndrom, och att det uppenbart är till stor del detta annorlundaskap hos honom som drar till sig all mobbning.